# Schloss Pfaffenhausen
Das Schloss Pfaffenhausen ist ein abgegangenes Schloss in der heutigen Bahnhofsstraße 7 (Einmündung Burgstraße) in Pfaffenhausen im oberschwäbischen Landkreis Unterallgäu in Bayern.
Das Schloss entstand aus einer im 13. Jahrhundert erbauten Burg. Das Bauwerk wurde nach mehreren Wiederaufbauten und Umbau zum Schloss schließlich in den Jahren 1808 bis 1809 abgerissen. Das Schloss diente unter anderem dem hochstiftischen Pfleger des Fürstbischofs als repräsentative Residenz.

## Geschichte und Nutzung
Wohl bis 1293 befanden sich die Burg im Besitz der Herren von Pfaffenhausen. Dieses Geschlecht diente zunächst den Markgrafen von Burgau und ab dem Jahr 1293, als Markgraf Heinrich II. Pfaffenhausen an den Bischof Wolfhard von Rot verkaufte, den Bischöfen von Augsburg. Es wird bis ungefähr 1400 erwähnt.
1315 zerstörten die Truppen Friedrichs des Schönen die Burg. Daraufhin wurde sie zu einem unbekannten Zeitpunkt wieder aufgebaut und bis ins 15. Jahrhundert verpfändet. Zum Beispiel von 1391 bis 1418 an Schwigger VII. von Mindelberg und noch im 15. Jahrhundert an die Herren von Freyberg.
Friedrich II. von Zollern, der 1487 das Pflegeamt Pfaffenhausen eingerichtet hatte, ließ die Burg 1491 zu einem Schlossbau als Amtshaus mit Pflegewohnung umbauen.
1525 wurde es im Bauernkrieg zerstört bzw. abgebrannt. Dabei wurde eine Frau im Schloss verbrannt, die bezichtigt worden war, eine Kundschafterin zu sein und den Brunnen vergiften zu wollen. 1527 erneuerte Christoph von Stadion das Schloss. Im Dreißigjährigen und im Spanischen Erbfolgekrieg verwüstet, baute es Josef Galler aus dem Stift Kempten von 1738 bis 1741 wieder auf. Dabei half z. B. der einheimische Ulrich Fendt, Johann Georg Fischer aus Füssen steuerte 1738 „Risse“ bei. Gegen Ende des 18. Jahrhunderts wurde die Fassade möglicherweise nochmals verändert.
1808 wurde das Schloss auf Abbruch verkauft und noch im gleichen und im folgenden Jahr tatsächlich bis auf wenige Mauerreste abgebrochen.

## Sonstiges
Der als Philipp Karl Freiherr von Remking geborene Martin von Pfaffenhausen erblickte im Jahr 1687 im Schloss Pfaffenhausen das Licht der Welt.
Die einzige hinreichende Abbildung des Schlosses zeigt eine gezeichnete Ortsansicht von Pfaffenhausen im Jahr 1780. Der ehemalige Schreiner Hans Stüber hat mithilfe alter Pläne und Bilder innerhalb von zwei Jahren ein Modell des Schlosses aus Papier und Pappe angefertigt.